# سیارک ۱۱۴۰۹۴
سیارک ۱۱۴۰۹۴ (به انگلیسی: 114094 Irvpatterson، نامگذاری:2002VX39) صد و چهارده هزار و نود و چهارمین سیارک کشف شده‌است که در ۶ نوامبر ۲۰۰۲ کشف شد.